# Seeschlacht vor Palermo
Solebay – Erste Schooneveld – Zweite Schooneveld – Maastricht – Texel – Bonn – Sinsheim – Seneffe – Enzheim – Türkheim – Sasbach – Konzer Brücke – Stromboli – Augusta – Palermo – Philippsburg – Maastricht – Valenciennes – Tobago – Cassel – Kokersberg –  Freiburg – Ypern – Rheinfelden – Saint-Denis

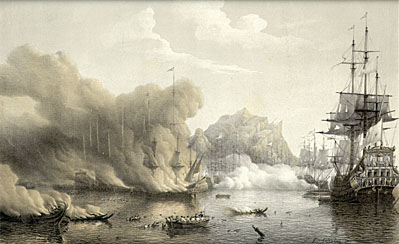
Die Seeschlacht vor Palermo, unbekannter niederländischer Maler

In der Seeschlacht vor Palermo während des Holländischen Krieges griff am 2. Juni 1676 eine Flotte des Königreichs Frankreich eine gemeinsame Flotte Spaniens und der Vereinigten Provinzen der Niederlande im Mittelmeer vor der Küste Siziliens im Hafen von Palermo an.

## Die Schlacht
Nach der Seeschlacht bei Augusta lag die spanische Flotte, verstärkt durch niederländische Schiffe, insgesamt 27 Einheiten (17 Holländer, 10 Spanier), im Hafen und führte Reparaturarbeiten durch. Die französische Flotte unter Abraham Duquesne mit 29 Schiffen griff überraschend an. Die spanisch-niederländische Flotte wurde von Linienschiffen beschossen sowie von sechs Brandern in Mitleidenschaft gezogen – sie erlitt schwere Schäden. Sie verlor zehn Schiffe, und etwa 2.100 Mann Besatzung, darunter fünf Admiräle. Die Franzosen hingegen verloren nur fünf ihrer sechs Brandschiffe und etwa 200 Mann.

## Folgen
Durch den Sieg konnten die Franzosen mit geringen eigenen Verlusten  die Seeherrschaft im Mittelmeer für die nächsten zwei Jahre erringen.